# Tr’ondek Hwech’in First Nation
Die Tr’ondek Hwech’in First Nation (auch Tr’ondëk Hwëch’in First Nation oder Tr’ondek Hwech’in Han Nation) ist eine kanadische First Nation im Yukon-Territorium der Han (Hän Hwëch’in) („Volk das am Fluss [dem Yukon River] lebt“), die sowohl sprachlich als auch kulturell zu den Nördlichen Athabasken zählen. Da ihr traditioneller Fischplatz Tr’ochëk („Mündung des Klondike River“) am Zusammenfluss von Yukon (Chu Kon’ Dëk) und Klondike (Trʼondëk) gegenüber dem späteren Dawson lag und entlang der beiden Flüsse ebenfalls ihre Jagdgründe, wurden sie früher auch Dawson Indian Band genannt. Eine weitere ebenfalls Häɬ goɬan bzw. Hän-sprachige Band lebt heute im Alaska Native Village namens Eagle Village nahe der Stadt Eagle (in Hän: Tthee T’äwdlenn) in Alaska.
Heute besitzen sie zwei Indian Reserves: Moosehide Creek 2 (am rechten Ufer des Yukon River und ca. 64,1 ha groß) sowie Moosehide Creek 2a (16 km nördlich von Dawson und ca. 346,8 ha groß); beide sind nach dem traditionellen Versammlungsort Moosehide (Jëjik dolhä dënezhu kekït) benannt, der auch heute wieder alle zwei Jahre für traditionelle Athabaskische Potlatches während des Moosehide Gatherings durch Hunderte Teilnehmer verschiedener benachbarter First Nations und Stämme genutzt wird. Zudem verwalten sie gemeinsam mit der Regierung von Yukon die heutige Geisterstadt namens Forty Mile (Ch’ëdäh Dëk) sowie den Tombstone Park (Ddhal Ch’el).
Laut dem Department of Aboriginal Affairs and Northern Development (dem in Kanada zuständigen Ministerium für die Aboriginals: First Nations (Indianer), Inuit (Eskimo) und Metis) gibt es heute 810 Stammesmitglieder, von denen jedoch 620 außerhalb der Indian Reserves leben – nur noch 3 leben in Moosehide, 5 in anderen Reservaten und weitere 173 Stammesmitglieder auf Kronland (Stand: Juni 2015). Die von der First Nation geführte Liste umfasste am 5. Mai 2008 hingegen bereits 1.048 Mitglieder, von denen 338 in Dawson lebten, 218 in anderen Orten Yukons, 492 außerhalb des Territoriums, davon 65 außerhalb Kanadas.

## Namen
Der Name Tr’ondek Hwech’in bzw. Tr’ondëk Hwëch’in ist ein Autonym und bedeutet etwa „Volk entlang des Klondike River“. Der Name leitet sich von der Bezeichnung des Klondike River als Trʼondëk (abgl. von Tro – „Schlaghammer, zur Befestigung der Stecken der Lachswehre“ und Ndëk – „Fluss“) sowie von Hwech’in / Hwëch’in („Volk“; wörtlich: „Bewohner einer Gegend“) ab. Heute identifizieren sie sich jedoch nach ihrem einst bedeutenden Hauptort Tr’ochëk („Mündung des Klondike River“) als „Volk an der Mündung des Klondike River“. Jede Band bezeichnete sich daher meist als Hwech’in / Hwëch’in („Volk“; wörtlich: „Bewohner einer Gegend“) sowie mit den Namen des jeweiligen Hauptdorfes oder Flusses als Ortsangabe.

## Regionale Bands der Hän
Die Han (Hän Hwëch'in) („Volk das am Fluss - dem Yukon River - lebt“) führen sich auf Häɬ goɬan-sprachige regionale Bands zurück, die sich rund 11.000 Jahre zurückverfolgen lassen. Diese setzten sich wiederum aus Lokalgruppen (local bands) zusammen, die aus einer oder mehreren matrilinearen Großfamilien bestanden. Kurz vor und während des Klondike-Goldrausch gab es drei regionale Bands entlang des Yukon River (Chu Kon’ Dëk – „sprudelndes Wasser Fluss“) flussabwärts bzw. (von Süden nach Norden) (Mishler and Simeone 2004):
- Chief Isaac People, Isaac's Band  bzw. Dawson Indian Band: mit mindestens drei Lokalgruppen – der Hauptort Tr’ochëk (später Lousetown oder Klondike City genannt) an der Mündung des Klondike (Trʼondëk) in den Yukon (Chu Kon’ Dëk), das Hän-Dorf Nuklako (Jutl’à’ K’ät) direkt gegenüber dem Handelsposten Fort Reliance nahe dem heutigen Dawson entlang des Klondike River sowie reiche Fischgründe entlang dieser Flüsse lagen im Gebiet der größten Lokalgruppe, eine weitere hatte ihre Jagdgebiete den Klondike flussaufwärts sowie entlang des Blackstone River und in den Uplands und teilte sich daher die Forty-Mile-Karibujagdgebiete im Gebiet von Black City / Blackstone Village am Westufer des East Blackstone River mit den Dagudh / Tukudh sowie Teetł'it / Teetl'it Zheh Bands der Gwich'in, der Bonanza Creek (Gàh Dëk – Rabbit Creek, d. h. „Kaninchen-Bach“) – das Hauptgebiet des Goldrausches – gehörte ebenfalls zum Streifgebiet – nannten (nennen) sich selbst Tr’ondek Hwech’in / Tr’ondëk Hwëch’in („Volk an der Mündung des Klondike River“).
- David's Band, später Johnny's Band: am Unterlauf sowie der Mündung des Fortymile River in den Yukon (Chu Kon’ Dëk) bis zum Hauptort namens David's Camp bzw. Johnny's Village (Klat-ol-klin) (nach den aufeinander folgenden Häuptlingen David und John benannt; das heutige Native Eagle Village) nahe der Stadt Eagle (Tthee T’äwdlenn) in Alaska, zudem gab es ein weiteres Dorf 2,5 Meilen flussabwärts von Eagle, zwischen den beiden Dörfern befand sich der kurzlebige Handelsposten Belle Isle, die Lokalgruppen überwinterten regelmäßig am Mission Creek, am Seventymile River und ihr Jagdgebiet reichte mindestens bis zum Comet Creek, Eureka Creek sowie zum American Creek. Die Überlebenden der Pocken zogen 1880 nach Forty Mile (Ch'ëdä Dëk). Chief David starb spätestens 1903, als ihm zum Gedenken ein Potlatch gegeben wurde. Als Häuptling folgte sein Sohn Peter – heute zumeist Teil der Tr’ondek Hwech’in First Nation.
- Charley's Band, Charlie’s Band bzw. Fortymile Indians: entlang des Upper Fortymile River flussabwärts bis zur Mündung in den Yukon (Chu Kon’ Dëk) mit dem dortigen wichtigen Hän-Fischerort namens Forty Mile (Ch'ëdä Dëk) sowie ihrem Hauptort Charley’s Village (Tadush) an der Mündung des Kandik River (auch: Charley Creek genannt) in den Yukon, somit umfasste ihr Streifgebiet das heutige Yukon-Charley Rivers National Preserve sowie auch Teile des Einzugsgebiets des Charley River, zudem ebenfalls Eagle Village und Kechumstuk im heutigen Alaska, für sie war die Porcupine-River-Karibuherde neben dem Fischfang die wichtigste Nahrungsgrundlage, nach 1914 wurde Charley's Village wegen einer Überschwemmung aufgegeben und der gleichnamige Häuptling führte seine Band nach Eagle Village; ebenfalls zogen Hän vom Charley River zwischen 1900 und 1910 nach Fort Yukon, es handelt sich hierbei höchstwahrscheinlich um zwei unterschiedliche Lokalgruppen der gleichen regionalen Band – Nachfahren sind heute zumeist im Native Eagle Village als auch unter der heutigen Tr’ondek Hwech’in First Nation zu finden.

Chief Isaac's Band war daher nur eine unter drei regionalen Bands und deren Nachfahren sind nur als Tr’ondek Hwech’in anzusprechen.

## Geschichte
Als 1847 erstmals Europäer in das Gebiet der Tr’ondek kamen, war ihr Häuptling Gäh St’ät oder „Rabbit skin hat“ (Kaninchenfellhut). Die Hudson’s Bay Company gründete 1847 Fort Youcon, parallel dazu setzte sie von Süden an, wo ein Fort am oberen Pelly River entstand. Fort Yukon blieb trotz anfänglicher Schwierigkeiten bis 1869 der Haupthandelsposten für die Han, bis die USA Alaska kauften. 1874 gründete Jack McQuesten im Dienst der Alaska Commercial Company und auf Drängen von Häuptling Gah ts’at einen Handelsposten bei Fort Reliance unterhalb der Mündung des Klondike. 1880 entstand eine Konkurrenzgründung im westlichen Han-Gebiet durch die Western Fur and Trading Company rund 130 km flussabwärts bei David’s Village nahe dem heutigen Eagle (bis 1881). Die Amerikaner setzten nun Dampfboote ein, was die Warenmengen erhöhte. Damit kamen einerseits Massengüter wie Mehl und Segeltuch für Zelte in das Gebiet sowie – was die HBC ablehnte – Repetiergewehre. Damit wurde die Mittlerposition der Han für solche Waren gestärkt.
1886 kam es zu einem ersten größeren Goldfund am Fortymile River (Ch’ëdäh Dëk), die Tr’ondek Hwech’in versorgten den neuen Ort Forty Mile mit Lebensmitteln sowie mit Pelzen. Ihr Führer war inzwischen Chief Isaac, der Schwiegersohn von Gäh St’ät. 1895 brachten neue Goldfunde Eagle City hervor. Manche Tr’ondek arbeiteten als Träger, als Packer für die Boote oder beim Waschen des Goldes mit, doch erwarben nur wenige Indianer Claims.
1891 besuchte William Bompas, später Bischof von Selkirk, wie das spätere Yukon-Bistum hieß, die Region. Der Anglikaner glaubte, die Han, „dieses niedrigste aller Völker“, vor Alkoholkonsum und sexuellen Kontakten mit den Pelzhändlern und Goldsuchern, wie vor allen schlechten Einflüssen schützen zu müssen. Die HBC förderte hingegen diese Art von Kontakten, zumindest für die niederen Ränge. 1892 traf Häuptling Isaac Bischof Bompas und ließ sich taufen.
Mit dem Klondike-Goldrausch ab 1896 kamen über 100.000 Weiße in die Region. Auf der gegenüberliegenden Flussseite des Tr’ondek-Dorfes Tr’ochëk entstand Dawson, die mit Abstand größte Goldgräberstadt mit zeitweise über 40.000 Einwohnern. Im Frühjahr 1897 zogen die Han einige Kilometer flussabwärts nach Moosehide. Isaac fürchtete die negativen Folgen des Kontakts und machte selbst den Vorschlag zur Umsiedlung dorthin. Am 27. März 1900 richtete die Regierung ein Reservat in Moosehide ein.
Die Zahl der Indianer im Territorium fiel zwischen 1901 und 1911 um mehr als die Hälfte von 3.322 auf 1.489. Neben der Verdrängung durch die überwältigende Mehrheit der Neuankömmlinge wurden die Tr’ondek von Krankheiten wie Tuberkulose befallen. Ab 1913 besuchten acht Moosehide-Kinder die 1911 eröffnete Schule in Carcross. 1920 entstand ein Haus für Kinder aus „Mischehen“, das St Paul’s Hostel (bis 1952).
Um 1911 stellte die Mounted Police einen der Stammesangehörigen als Constable ein. Seine Aufgabe bestand darin, die Bewohner von Moosehide wegen einer Masernepidemie davon abzuhalten, Dawson zu besuchen. 1921 wählten die Leute von Moosehide einen ersten Rat. Alle Indianer sollten abends Dawson verlassen, Männer durften nur in Begleitung eines Kameraden in der Stadt übernachten. Weiße durften nur noch in Geschäften nach Moosehide kommen. Isaac führte den Stamm bis zu seinem Tod am 9. April 1932.
Um Dawson bot nach wie vor die Jagd Einkommensmöglichkeiten. Die Pelzindustrie erlebte im Yukon, im Gegensatz zum übrigen Kanada, eine gewisse Wiederbelebung. Die Weltwirtschaftskrise traf die Tr’ondek dadurch, dass die wenigen Arbeitsplätze auf den Schaufelraddampfern nun durch Weiße besetzt wurden. In den Vierzigerjahren gingen die Wildbestände so stark zurück, dass die Jagd um Dawson verboten wurde. Darüber hinaus schlossen die letzten Goldminen, viele Weiße verließen das Territorium. 1947 und 1948 brach der Pelzmarkt in den USA und in Kanada zusammen. Dies machte die Indianer wiederum von der Wohlfahrt abhängig, die ab etwa 1955 die Indianer des Yukon erreichte. In dieser Zeit begannen Familien der Northern Tutchone (Huč’an) von Fort Selkirk nach Dawson zu ziehen und übernahmen den traditionell für die Tr’ondek wichtigen Ort Tr’ochëk.
1957 schloss die Schule in Moosehide, was auch die letzten Bewohner veranlasste, nach Dawson zu gehen. Insgesamt erreichte die anglikanische Kirche zusammen mit der Polizeitruppe und einem erheblichen Teil der Bevölkerung eine Phase relativ stabiler Segregation ab etwa 1905, die bis 1942 andauerte. Ab 1933 brauchten Indianer zum Aufenthalt in der Stadt eine Sondererlaubnis.
Zugleich wurde ihre Lebensgrundlage durch Überjagung der Karibuherden verstärkt bedroht. So umfasste die Forty Mile Herd 1920 rund 568.000 Tiere, doch bereits 1953 existierten nur noch 50.000 Tiere. Bis 1973 schrumpfte die Herde durch weitere Überjagung auf 6.500 Exemplare zusammen.
1961 nahmen die Yukoner Indianer erstmals an einer Wahl im Territorium teil. In den 70er Jahren entwickelten die wenigen noch lebenden Han-Sprecher zusammen mit Linguisten eine eigene Schrift. 1975 forderten sie Tr’ochëk als integralen Bestandteil ihrer Landforderungen. Im Juli 1995 beschloss der Stamm, seinen Namen von Dawson First Nation in Tr’ondëk Hwëch’in First Nation zu ändern.
Am 16. Juli 1998 kam es zu einem Vertragsabschluss mit Kanada und dem Territorium, der die Einrichtung eines mehr als 5000 km² umfassenden Territoriums vorsah. Zudem sollte für alle Zeit der Tombstone Territorial Park unter Schutz stehen. So entstand ein Schutzgebiet von 2.100 km². Am 18. Juli 2002 wurde ein Gebiet an der Einmündung des Klondike Rivers in den Yukon River von der kanadischen Regierung als „Tr'ochëk National Historic Site of Canada“ zu einer „nationalen historischen Stätte“ im Yukon erklärt. Auch die Han in Alaska können dem Vertrag beitreten. Durch Rückgabe und Ausstellung von Kulturgütern wird die Kultur der Han auch für Touristen zunehmend sichtbar.
Die Auswirkungen des Goldrausches auf die traditionelle Landnutzung, das Siedlungsmuster sowie die Wirtschaft der Tr’ondek Hwech’in First Nation und die Erinnerung an das damit verbundene Leid, die Enteignung und Marginalisierung der indigenen Bevölkerung wird von der UNESCO als schützenswert betrachtet. Im Jahr 2023 erklärte die UNESCO während der 45. Session des Welterbekomitee in Riad acht mit der Geschichte der Tr’ondek Hwech’in und dem Goldrausch verbundene Gebiete (Fort Reliance, Ch’ëdähdëk (Forty Mile), Ch’ëdähdëk Tth’än K’et (Dënezhu Friedhof), Fort Cudahy und Fort Constantine, Tr’ochëk, Dawson City, Jëjik Dhä Dënezhu Kek’it (Moosehide), Tthe Zrąy Kek’ìt (Black City)) mit einer Fläche von insgesamt etwas mehr als 335 ha unter dem Titel Tr’ondëk-Klondike zum Weltkulturerbe.

## Territorium und Traditionelles Territorium
Seit 1998 besitzt der Stamm 2598,52 km² Siedlungsland. Hinzu kommen 1553,99 km² Land, wo ausschließliche Jagdrechte, aber auch Anspruch auf die Landoberfläche und die darunter liegende Schicht besteht. Schließlich haben die Tr'ondek Hwech'in Anspruch auf weitere 1044,52 km² Land, auf dem sie nur Anspruch auf die Bodenoberfläche (also nicht auf Bodenschätze), dazu gemeinsames Jagdrecht mit anderen besitzen.
Im gesamten traditionellen Gebiet behalten Stammesangehörige zudem ihr Jagdrecht. Bei der Gewinnung von Bodenschätzen wird der Stamm beteiligt.

## Selbstregierung
Seit 1998 regiert sich die First Nation selbst. Neben dem Häuptling und seinem Rat bestehen seither Departments. Diese sind für Finanzen, Gesundheit und soziale Wohlfahrt, Kulturerbe, Hausbau, Human Resources und Bildung, Implementierung der Vertragsvereinbarungen und natürliche Ressourcen zuständig. Der wirtschaftlichen Entwicklung dient die Chief Isaac Inc. Zudem unterhält der Stamm das Tr'inke Zho Childcare Centre.
Alle drei Jahre wählt der Stamm einen Häuptling und vier Ratgeber. Am 10. Juni 2008 wurde Eddie Taylor Häuptling (chief) der Tr’ondek Hwech’in; seine Berater waren Steve und Bruce Taylor sowie Roberta Joseph und Peter Nagano. Alle Bestimmungen im Umkreis der politischen Selbstorganisation unterliegen dem Yukon Self Government Act. Derzeit ist Eddie Taylor der Chief, Jay Farr, Lynn Rear, Steve Taylor und Clara Van Bibber seine Berater.
Daneben besteht der Ältestenrat (Elders' Council), dem alle Stammesangehörigen ab 55 angehören. Er versammelt sich jeden zweiten Dienstag im Monat. Sein Einfluss auf die anderen Gremien ist groß, jedoch eher informeller, beratender Natur.

## Wiederherstellung der natürlichen Ressourcen
Die Forty-Mile-Herde, noch Anfang der 1920er Jahre mit 568.000 Tieren eine der größten Karibuherden Nordamerikas, beweidete ein Gebiet von etwa 220.000 km² zwischen den White Mountains im östlichen Zentral-Alaska und Dawson. Damit war sie auch für die Tr’ondek Hwech’in seit jeher eine wichtige Lebensgrundlage. Diese Herde brach jedoch im Laufe der 1960er und 1970er Jahre infolge Überjagung und einer Reihe besonders harter Winter zusammen, so dass auf dem Tiefststand nur noch 5.700 bis 8.600 Tiere gezählt wurden. Die Herde verkleinerte nicht nur ihr Gebiet, sondern verlagerte auch ihre jährlichen Wanderzyklen. Um 1973 erreichten nur noch wenige Karibus den Yukon. Von etwa 1973 bis 1998 umfasste ihr Gebiet nur noch etwa 50.000 km².
Durch den drastischen Rückgang der Population kam es zu Jagdverboten, aber auch die Zahl der Wölfe ging stark zurück. 1990 schätzte man die Zahl der Karibus immerhin wieder auf 22.800, doch stagnierte ihre Zahl. 1993 nahm der Häuptling der damals noch Dawson First Nation genannten Tr’ondek Hwech’in Kontakt mit den zuständigen Organisationen der Upper Tanana in Alaska auf, um eine Graswurzelinitiative zu starten. Sie brachte staatliche und territoriale sowie Stammesorganisationen zusammen, so dass ein Managementplan entstand, der auch Jagdgruppen und die übrige Bevölkerung mit einbezog, um die Herde wieder zu vergrößern.
Die Jagdquote wurde um zwei Drittel reduziert, die First Nations stellten ihre Jagd vollständig ein, der motorisierte Zugang zu vielen Gebieten wurde untersagt, nur Jagdgemeinden erhielten noch Genehmigungen. Subsistenzjäger durften ihre Tötungen auf die Nelchina-Herde verlagern. Die amerikanischen Jäger versuchten eine andere Strategie: 1996 setzten Jagdgesellschaften Preisgelder auf Wölfe von 400 Dollar aus. Da dieses Vorgehen von der Öffentlichkeit nicht akzeptiert wurde, plante die Graswurzelinitiative durch Umsiedlung und Sterilisierung die Zahl der Wölfe in den Sommergebieten um 70 % zu reduzieren. Um zu verhindern, dass Grizzlybären an die Stelle der Wölfe traten, wurden auch sie umgesiedelt, aber so, dass sie binnen weniger Wochen, aber erst nach der für die Kälber gefährlichsten Zeit, zurückkehren konnten. 2002 erschienen erstmals wieder Karibus im Yukon; 2003 zählte man wieder über 43.000 Karibus, wobei eine Reihe milder Winter die Erholung der Herde besonders stark unterstützte. 2007 wurde die Herde, wohl zusammen mit der White-Mountain-Herde, auf 110.000 bis 112.000 Tiere geschätzt. 2012 wurde ein neuer Managementplan aufgestellt, der Jägern höhere Quoten zugesteht, sobald die Forty-Mile-Herde, die in diesem Jahr auf 52.000 Tiere geschätzt wurde, mehr als 70.000 Tiere zählt. 65 % der erlaubten Tiere dürfen in Alaska gejagt werden, nur 35 % im Yukon. Im Oktober 2013 untersagte die Regierung des Yukon die Jagd auf Karibus am Dempster Highway bis zum 31. Juli 2014, weil die Forty-Mile-Herde erstmals aus Alaska herübergewandert gekommen war, wobei diesmal auch die kleine Hart-River-Herde in diesem Gebiet anzutreffen war. Die größere, aus etwa 169.000 Karibus bestehende Porcupine-Herde, die normalerweise hier bejagt werden durfte, war in diesem Jahr nicht im Gebiet erschienen.
Auf längere Sicht bleibt die Bedeutung der Porcupine-Herde im Norden, die auf 169.000 Tiere geschätzt wird, sehr groß. Daneben besteht die nur noch aus 2.200 Karibus bestehende Hart-River-Herde. Schutzprogramme gab es bisher neben diesen Herden für einige kleinere Herden, wie die Aishihik- (2009: etwa 2.044 Tiere), die Chisana- (weniger als 720 Tiere im Jahr 2003), die Kluane- (2009: 181) und die Finlayson-Karibu-Herde, hinzu kommt eine „urban caribou herd“ um die südlichen Seen.

## Repräsentation der Kultur

### Moosehide Gathering
Nach Mooshide kamen früher auch Angehörige der Hän (Hän Hwëch'in)-Bands aus Forty Mile und Eagle, Bands der Upper Tanana (Dineh bzw. Koht'iin) der Tanana-Athabasken aus Tetlin (Teełąy), Teetł'it Gwich'in / Teetl'it Zheh Gwich'in / Tatlitkutchin / Peel River Kutchin vom Peel River und Blackstone River sowie Northern Tutchone (Dan oder Huč’an). Dabei hatten vor allem die Häuptlinge, wie Isaac, Gegenbesuche zu machen, wie bei der Ernennung eines Nachfolgers für einen verstorbenen Häuptling. Im Gegensatz zu British Columbia, wo ab 1885 der Potlatch verboten war, kam es in Yukon zu keinen Verhaftungen, jedoch durch Anwesenheit der Polizei zur Überwachung, durch die Missionare zur Umwandlung in einfache Feierlichkeiten.
1993 kam es zu einem ersten Moosehide Gathering, es folgte ein zweites 1994. Seitdem findet die Feier alle zwei Jahre statt. Hunderte von Besuchern aus Alaska, Yukon und den Nordwest-Territorien besuchen die viertägige Feier. 1998 wurde entsprechend die Annahme des Landnutzungsvertrags gefeiert, dabei wurden Geschenke verteilt, die die Erinnerung wachhalten und die Zeugen verpflichten. Zugleich erhalten die jüngeren Stammesmitglieder Gelegenheit, die Reichweite ihrer Kultur kennenzulernen, indem sie sie ausüben. Die Lieder, die Häuptling Isaac an die in Eagle in Alaska lebenden Verwandten während es Klondike-Goldrauschs übergeben hatte, sind inzwischen wieder in den Besitz des Stammes zurückgekehrt. Damit wird wieder das Erlernen der Sprache und die Ausübung der Rituale gefördert.

### Kulturzentrum in Dawson

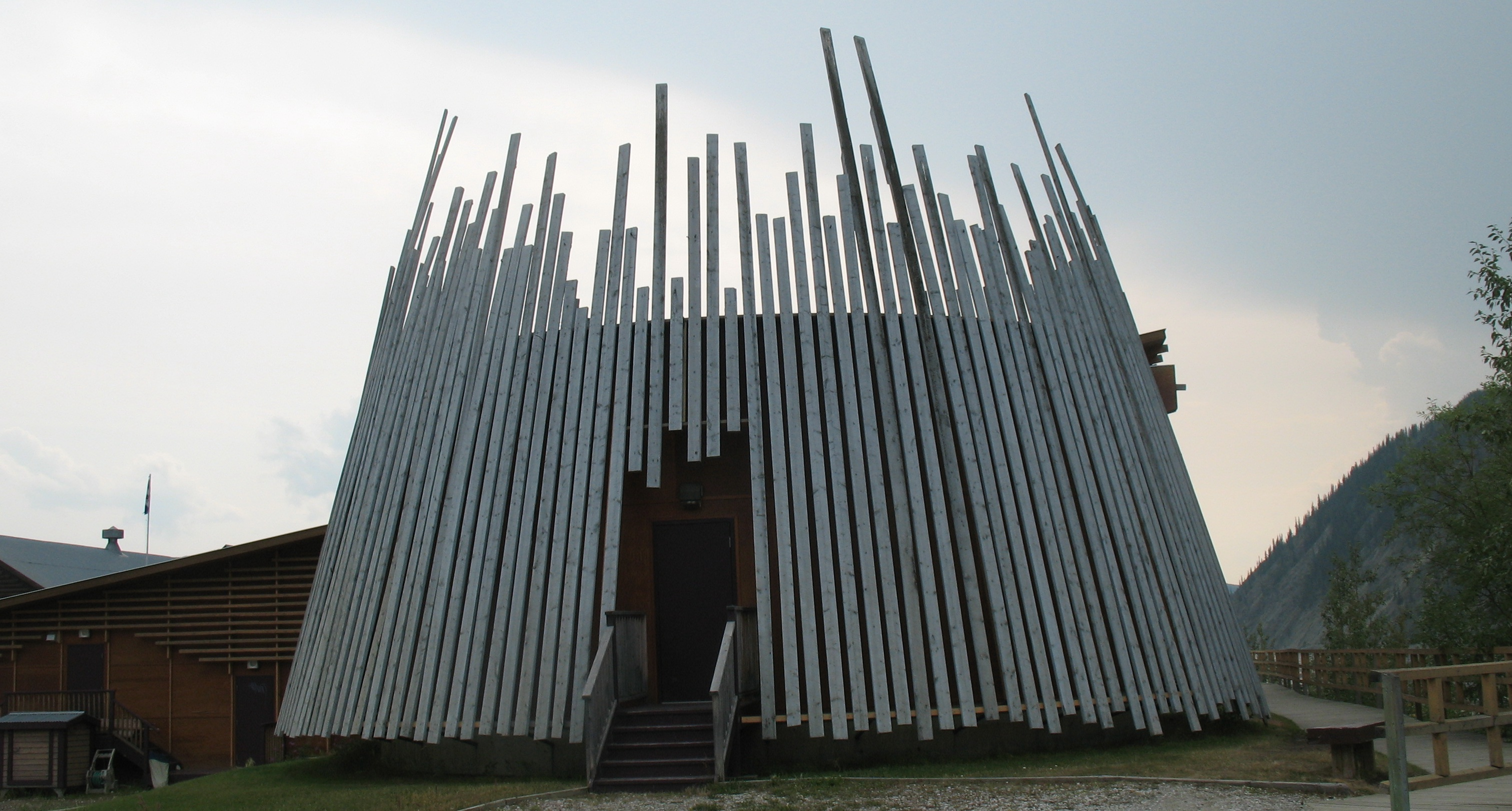
Das Dänojà Zho Cultural Centre (Vor-langer-Zeit-Haus) der Tr’ondek Hwech’in am Yukon

Zudem konnte im Juli 1998 das Dänojà Zho Cultural Centre eröffnet werden. Es entstand durch Mittel, die der Stamm anlässlich der 100-Jahr-Feier des Klondike-Goldrauschs erhalten hatte. Das Haus ist das einzige, das in Dawson, das als nationale historische Stätte eigentlich keine neueren Bauten als die der Goldgräberzeit gestattet, moderne Architektur mit Elementen der viel älteren Kultur der Tr’ondek Hwech’in verbindet.

### Black City
Das Karibujagdgebiet der Blackstone Uplands teilten sich die Tr’ondek mit zwei regionalen Bands der Gwich'in (Kutchin), den Dagoo Gwich'in / Dagudh Gwich'in / Tukudh Kutchin / Tukkuthkutchin / Upper Porcupine River Kutchin im Bergland entlang des Upper Porcupine River (Ch’ôonjik) und den Teetł'it Gwich'in / Teetl'it Zheh Gwich'in / Tatlitkutchin / Peel River Kutchin in den Bergen und Flusstälern am Oberlauf des Peel River (Teetl'it njik) und dessen Nebenflüssen. Black City, gelegentlich auch Blackstone Village genannt, war eine der dortigen Siedlungen mit rund 40 bis 50 Einwohnern am Westufer des East Blackstone River, unweit des Dempster Highway. Andere Orte waren Calico Town, Ts’ok giitlin und Cache Creek.
Das Ende des 19. Jahrhunderts entstandene Black City war um 1927 wieder verlassen, seine Bewohner waren nach Moosehide, Old Crow oder Fort McPherson gegangen. Um 1938 erfolgte wohl der letzte Jagd- und Handelszug der Gwich’in durch das Gebiet. Heute ist das Gebiet von Black City im Rahmen des Tombstone-Parks geschützt, archäologische Projekte dienen der Erforschung, aber auch der stärkeren Anbindung der Jüngeren an die Region. Das Management der Stätte liegt ausschließlich bei den Tr’ondek Hwech’in, Jagd und Fischfang werden bis heute praktiziert.